# Lasioedma
Lasioedma is een geslacht van vlinders van de familie spanners (Geometridae), uit de onderfamilie Larentiinae.

## Soorten
- L. floccosa Warren, 1907
- L. purpureorufa Rothschild, 1915